# OneAmerica Tower
La OneAmerica Tower, anteriormente AUL Tower, es un edificio en 200 North Illinois Street en el centro de la ciudad de Indianápolis, en el estado de Indiana (Estados Unidos). Mide 162,46 metros de altura y tiene 38 pisos. Es utilizado por diversas empresas para oficinas. El edificio se inauguró en 1982 y está revestido con piedra caliza de Indiana. De 1982 a 1990, OneAmerica Tower fue el edificio más alto del estado de Indianápolis. La OneAmerica Tower es actualmente el segundo edificio más alto de la ciudad detrás de Salesforce Tower, así como el segundo más alto de Indiana.
No hay plataforma de observación en la torre. Sin embargo, las vistas de Indianápolis y las ciudades circundantes se pueden ver desde The Skyline Club, un restaurante privado en el piso 36. El resto del edificio no es accesible para el público en general debido a la adición de torniquetes electrónicos frente a los ascensores en el vestíbulo.